# Umberto Balestreri
Umberto Balestreri (Brescia, 13 agosto 1889 – Bernina svizzero, 16 aprile 1933) è stato un alpinista e magistrato italiano.

## Biografia
Umberto Balestreri nacque a Brescia nel 1889 da famiglia piemontese, precisamente originaria di Castello di Annone nell'Astigiano. Trascorse la giovinezza a Torino, dove si laureò in giurisprudenza nel 1913 e iniziò la carriera come uditore giudiziario, ovvero impiegato dello Stato presso il ministero di Grazia e Giustizia.
Fin da giovane, appassionato alpinista, si cimentò con ascensioni via via più difficili; dapprima nelle Alpi Cozie e nelle Alpi Graie, in seguito sulle più impegnative Alpi Pennine e nel Monte Bianco, con numerose prime ascensioni e vie nuove. Diede perfino il nome della sua bambina a una punta in Valpellina, Punta Marialuisa. Partecipò alla Prima Guerra Mondiale come ufficiale degli Alpini, dapprima nel battaglione Aosta, combattendo sulla fronte Giulia, poi nella zona dello Stelvio, quindi nel Gruppo dell'Adamello ed infine allo Zugna dove venne ferito nel giugno del 1916. Nel 1917 venne aggregato al battaglione Pallanza di nuova costituzione combattendo sul Lagazuoi, sul Piave ed infine sul Monte Grappa. Qui prese il comando prima del battaglione Courmayeur, sciolto per le gravi perdite, quindi del Moncenisio. Nel marzo 1918 viene assegnato al Distaccamento Autonomo Skiatori della Vª Divisione dove rimase fino agli ultimi giorni di guerra, quando prese nuovamente il comando del battaglione Moncenisio fino al congedo nel marzo del 1919 . Fu decorato con due medaglie d'argento al valor militare. Finita la lunga esperienza militare tornò alla sua carriera e nel maggio del 1919 fu nominato Pretore di Perosa Argentina, dove rimase fino all'ottobre del 1923, quando venne nominato giudice al tribunale di Torino a 34 anni: il più giovane magistrato d'Italia. A proposito della sua carriera di magistrato fu eclatante il suo rifiuto della tessera del Partito Nazionale Fascista con la fierissima lettera:
Nel 1929 tra le altre partecipò anche alla spedizione nel Karakorum del Duca di Spoleto. Fu amico e compagno di cordata con nomi come Guido Rey, Ugo di Vallepiana, Erminio Piantanida, Gabriele Boccalatte, i fratelli Ravelli, Ardito Desio, Alfredo Corti e molti altri; tra questi da annoverare anche Massimo Mila, che sarebbe poi diventato suo cognato sposando la sorella della sua amata moglie Giuseppina Rovedotti. Nel 1931, alla ricostruzione da parte dell'On. Manaresi del Club Alpino Accademico Italiano (CAAI), Balestreri fu nominato presidente e diede un impulso nuovo e dinamico alle attività.
Un episodio curioso di fierezza e di che tipo di presidente fu Balestreri accadde quando venne ammesso all'Accademico, Amedeo, duca d'Aosta, alpinista ed eroe di Amba Alagi, che durante la riunione per la consegna del distintivo venne salutato con le seguenti parole:
L'Accademico si gloriava di avere un presidente che poteva permettersi tali parole e al quale molti si ispirarono. Purtroppo la sua presidenza durò poco più di due anni poiché la morte lo colse sulle sue amate montagne il 16 aprile del 1933, precipitato in un crepaccio sul ghiacciaio del Morteratsch nel Massiccio del Bernina nel giorno di Pasqua. Fu una grave perdita per l'alpinismo italiano, ma in special modo lo fu per l'Accademico al quale aveva impresso un impulso tale da lasciar adito alle più promettenti speranze. Fu anche terribile per la sua moglie e figliola, che mai smisero di adorarlo ed amarlo. Oltre alla via intestata al suo nome a Torino, vi è un rifugio in Valle d'Aosta (il Bivacco Umberto Balestreri, sopra Cervinia) ed anche una cima in Groenlandia porta il nome di Umberto Balestreri, grande alpinista che amò la montagna più della sua stessa vita.